# Brandão (1911–1989)
José Augusto Brandão (Brandão, ur. 1911 w Taubaté, zm. 20 lipca 1989) – brazylijski piłkarz, pomocnik. Brązowy medalista MŚ 38.
Największe sukcesy odnosił w Corinthians Paulista, gdzie grał w latach 1935–1946. Zwyciężał w Campeonato Paulista (1937, 1938, 1939, 1941). Wcześniej był zawodnikiem Barra Funda, Juventusu São Paulo i Portuguesy W reprezentacji Brazylii rozegrał 16 spotkań. Podczas MŚ 38 wystąpił w dwóch meczach. Brał udział w Copa América 1937 (drugie miejsce) i Copa América 1942 (trzecie miejsce).